# Resolutie 1652 Veiligheidsraad Verenigde Naties
Resolutie 1652 van de Veiligheidsraad van de Verenigde Naties werd unaniem door de VN-Veiligheidsraad aangenomen op 24 januari 2006 en was de eerste resolutie van dat jaar. Ze verlengde de vredesmacht in Ivoorkust tot het einde van het jaar.

## Achtergrond
In 2002 brak in Ivoorkust een burgeroorlog uit tussen de regering in het christelijke zuiden en rebellen in het islamitische noorden van het land. In 2003 leidden onderhandelingen tot de vorming van een regering van nationale eenheid en waren er Franse en VN-troepen aanwezig. In 2004 zegden de rebellen hun vertrouwen in de regering op en grepen ze opnieuw naar de wapens. Op 6 november kwamen bij Ivoriaanse luchtaanvallen op de rebellen ook 9 Franse vredeshandhavers om. Nog diezelfde dag vernietigden de Fransen de gehele vloot van de Ivoriaanse luchtmacht, waarna er ongeregeldheden uitbraken in de hoofdstad Abidjan.

## Inhoud

### Waarnemingen
De Veiligheidsraad was erg bezorgd om de aanhoudende crisis in Ivoorkust en hindernissen die het vredesproces en de verzoening van alle kanten in de weg stonden.

### Handelingen
De mandaten van de UNOCI-vredesmacht en de Franse ondersteuningstroepen werden verlengd tot 15 december. De taken en het aantal manschappen van de macht zouden opgevolgd worden. Tegen 31 oktober moesten er in het land vrije, eerlijke en open verkiezingen worden gehouden.

## Verwante resoluties
- Resolutie 1633 Veiligheidsraad Verenigde Naties (2005)
- Resolutie 1643 Veiligheidsraad Verenigde Naties (2005)
- Resolutie 1657 Veiligheidsraad Verenigde Naties
- Resolutie 1682 Veiligheidsraad Verenigde Naties

Lijst ·  1652 ·  1653 ·  1654 ·  1655 ·  1656 ·  1657 ·  1658 ·  1659 ·  1660 ·  1661 ·  1662 ·  1663 ·  1664 ·  1665 ·  1666 ·  1667 ·  1668 ·  1669 ·  1670 ·  1671 ·  1672 ·  1673 ·  1674 ·  1675 ·  1676 ·  1677 ·  1678 ·  1679 ·  1680 ·  1681 ·  1682 ·  1683 ·  1684 ·  1685 ·  1686 ·  1687 ·  1688 ·  1689 ·  1690 ·  1691 ·  1692 ·  1693 ·  1694 ·  1695 ·  1696 ·  1697 ·  1698 ·  1699 ·  1700 ·  1701 ·  1702 ·  1703 ·  1704 ·  1705 ·  1706 ·  1707 ·  1708 ·  1709 ·  1710 ·  1711 ·  1712 ·  1713 ·  1714 ·  1715 ·  1716 ·  1717 ·  1718 ·  1719 ·  1720 ·  1721 ·  1722 ·  1723 ·  1724 ·  1725 ·  1726 ·  1727 ·  1728 ·  1729 ·  1730 ·  1731 ·  1732 ·  1733 ·  1734 ·  1735 ·  1736 ·  1737 ·  1738